# 富兰克林·爱德华兹
富兰克林·德拉诺·爱德华兹（英語：Franklin Delano Edwards，1959年2月2日—），美国NBA联盟前职业篮球运动员。他在1981年的NBA选秀中第1轮第22顺位被费城76人选中。